# Gragnano Trebbiense
Gragnano Trebbiense – miejscowość i gmina we Włoszech, w regionie Emilia-Romania, w prowincji Piacenza.
Według danych na rok 2004 gminę zamieszkiwało 3470 osób, 102,1 os./km².